# Séamus Coleman
Séamus Coleman (* 11. Oktober 1988 in Donegal) ist ein irischer Fußballspieler auf der Position eines Abwehrspielers. Zurzeit spielt er beim englischen Erstligisten FC Everton.

## Karriere

### Karrierebeginn in Killybegs
Coleman begann mit dem Fußballspielen im kleinen Küstenort Killybegs unweit seiner Geburtsstadt Donegal. In einem Freundschaftsspiel seines Klubs St. Catherine’s FC gegen den irischen Erstligisten Sligo Rovers wurde er 2006 von den Verantwortlichen des Profiklubs entdeckt und zu einem Probetraining geladen.

### Wechsel zu den Sligo Rovers
Rund drei Monate nach seiner Verpflichtung im Juli 2006 gab Coleman am 17. Oktober 2006 bei einer 0:4-Niederlage gegen Derry City sein Ligadebüt, als er in der 75. Minute für den Australier Adam Hughes eingewechselt wurde. Nachdem er in der ersten Saison beim neuen Verein nur zu drei Ligaeinsätzen kam, avancierte er ab 2007 zu einem Stammspieler und brachte es so auf insgesamt 26 Ligaeinsätze sowie auf drei Einsätze im FAI Cup der Spielzeit 2007. Auch 2008 war der Verteidiger in der 26 Meisterschaftsspielen für die Sligo Rovers auf dem Platz und erzielte dabei einen Treffer. Den Treffer, der zugleich auch sein erstes Tor als Profifußballspieler war, erzielte er am 17. Mai 2008 in einem 3:0-Erfolg über die Bray Wanderers.

### Transfer zum FC Everton
Nach Empfehlungen von Willie McStay, einem ehemaligen Teamkollegen des Everton-Trainers David Moyes, wurde Coleman für eine überraschend günstige Ablösesumme von nur 60.000 £ zum FC Everton transferiert. Zuvor beteuerten bereits andere Vereine des Vereinigten Königreichs ihr Interesse an dem engagierten irischen Abwehrspieler; darunter waren unter anderem Ipswich Town, Birmingham City und Celtic Glasgow.
Nach seinem Wechsel nach England kam Coleman zunächst für das Reserveteam in der Premier Reserve League zum Einsatz. Nach seiner schweren Fußverletzung, die ihn über mehrere Monate hinweg ausfallen ließ und beinahe sein Karriereende bedeutete, saß er am 17. Oktober 2009 beim Spiel gegen die Wolverhampton Wanderers erstmals auf der Ersatzbank von Everton. Zu seinem Pflichtspieldebüt für die Profis des Vereines kam er schließlich am 22. Oktober 2009 in einem Europa-League-Gruppenspiel gegen Benfica Lissabon, als er über die volle Spieldauer auf dem Platz stand; das Spiel endete in einer 0:5-Niederlage der Engländer.
Nur kurz darauf gab er am 25. Oktober sein Premier-League-Debüt, als er bei der 2:3-Auswärtsniederlage gegen die Bolton Wanderers in der 80. Spielminute für Johnny Heitinga eingewechselt wurde. Bei seinem zweiten Ligaeinsatz am 6. Dezember 2009 gegen Tottenham Hotspur wurde Coleman zum „Man of the Match“ gewählt, nachdem er ab der 15. Minute den verletzten Kapitän Joseph Yobo ersetzte und eine gute Partie ablieferte und sogar eine Torvorlage gab. Nachdem die Mannschaft längere Zeit mit 0:2 zurücklag, konnte sie die Begegnung noch drehen und das Spiel endete in einem 2:2-Remis.

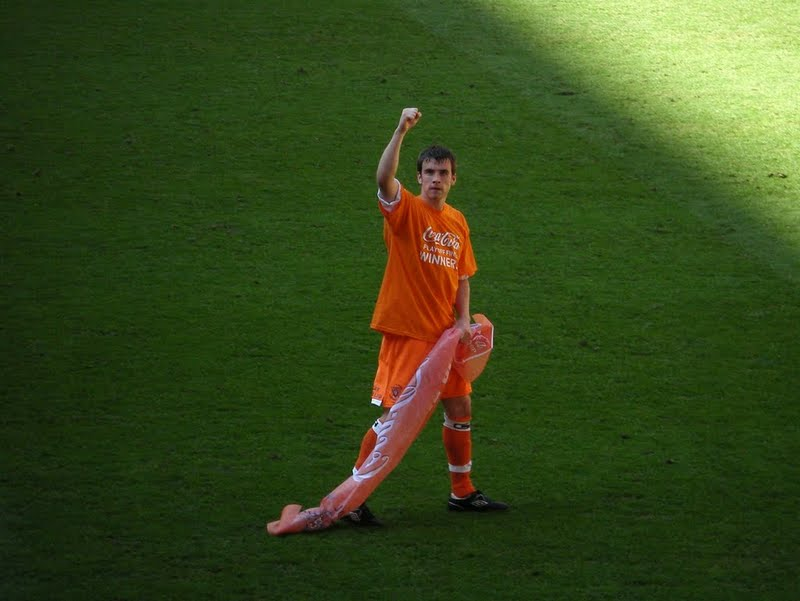
Coleman nach dem geschafften Aufstieg mit Blackpool

Im März 2010 lieh der Zweitligist FC Blackpool Coleman als Ersatz für den verletzten Neal Eardley aus, die ursprünglich für einen Monat vereinbarte Leihphase wurde im April bis Saisonende verlängert. Daraufhin schoss er am 2. April 2010 (41. Spieltag) bei einem 4:2-Auswärtssieg über Scunthorpe United sein erstes Tor im Profifußball. Nach dem Erreichen der Playoffs gehörte Coleman im Finale im Londoner Wembley-Stadion vor über 82000 Zuschauern zur Startelf, als Blackpool durch einen 3:2-Sieg über Cardiff City erstmals in die Premier League aufstieg. Mit einem Tor und fünf Vorlagen war Coleman in seiner kurzen Zeit beim FCB maßgeblich am Aufstieg beteiligt.
Nach seiner Rückkehr zu Everton schoss er am 21. September 2010 im EFL-Cup-Spiel gegen den FC Brentford sein erstes Tor überhaupt für den Verein. Dennoch schied das Team auch trotz eines verursachten Elfmeters Colemans nach einem 1:1-Unentschieden im Elfmeterschießen aus. Am 6. November 2010 (11. Spieltag) konnte er gegen seinen Exverein FC Blackpool, mit dem er noch ein halbes Jahr zuvor den Aufstieg in die Premier League feiern konnte, seinen ersten Premier-League-Treffer erzielen, als er bei dem 2:2-Unentschieden zum Endstand traf. Mitte Januar 2011 unterzeichnete er gemeinsam mit Victor Anichebe einen neuen Vertrag, wobei Colemans Kontrakt bis zum Juni 2015 lief. Nach Ende der Saison 2010/11 stand Coleman bei wettbewerbsübergreifend sechs Toren und drei Assists in 40 Einsätzen für das Profiteam. Dafür wurde er gemeinsam mit Gareth Bale, Joe Hart, Chicharito, Nani, Samir Nasri und Jack Wilshere zum PFA Young Player of the Year nominiert. In der Spielzeit 2011/12 war er nicht mehr allzu gesetzt, wurde jedoch wie in der Vorsaison im rechten Mittelfeld eingesetzt. Er kam auf 18 Einsätze in der Liga und konnte mit dem Klub, mit vier persönlichen Einsätzen, im FA Cup das Halbfinale erreichen. Am 31. Dezember 2012 unterschrieb er erneut einen neuen Vertrag, dieses Mal bis Juni 2019. Insgesamt spielte er 2012/13 26 Mal, wobei er fünf Vorlagen beisteuerte. Während der Spielzeit verletzte er sich zweimal am Oberschenkel und fiel jeweils für mehrere Wochen aus. In der Spielzeit 2013/14 spielte Coleman 36 Mal in der Premier League, wobei er sechsmal traf. Er wurde in das PFA Team of the Year gewählt und zum besten Everton-Spieler der Saison von den Fans und Spielern ausgezeichnet. Zudem wurde er von Trainer Roberto Martínez als einer der besten Außenverteidiger der Welt ernannt. Es wurde außerdem ein neuer Vereinsrekord mit 72 Punkten in einer Saison aufgestellt, was den fünften Platz bedeutete.
Ende Juni 2014 unterzeichnete Coleman einen weiteren Vertrag mit derselben Laufzeit wie der bisherige. Daraufhin schoss er im ersten Gruppenspiel der Europa League bei einem 4:1-Sieg über den VfL Wolfsburg sein erstes Tor auf internationalem Boden. In der Premier League 2014/15 lief er 35 Mal auf und traf dreimal. Die Europa-League-Spielzeit beendete er mit 5 Einsätzen, zwei Toren und im Achtelfinale gegen Dynamo Kiew. 2015/16 spielte er 28 Mal in der Liga, traf einmal und kam mit dem Team in beiden nationalen Pokalen bis ins Halbfinale, wo man gegen Manchester United und Manchester City ausschied. In der Saison 2016/17 bestritt er 26 Ligaspiele und schoss vier Tore. Ende März 2017 brach er sich durch ein Foul von Neil Taylor während eines Länderspiels das Bein und fiel für mehrere Monate aus. Sein Comeback wurde auf Anfang 2018 vorhergesagt, während der Zeit übernahm die FIFA sein volles Gehalt. Ende Januar 2018 kehrte Coleman auf den Fußballplatz zurück und absolvierte in der restlichen Saison 2017/18 noch zwölf Ligaspiele.

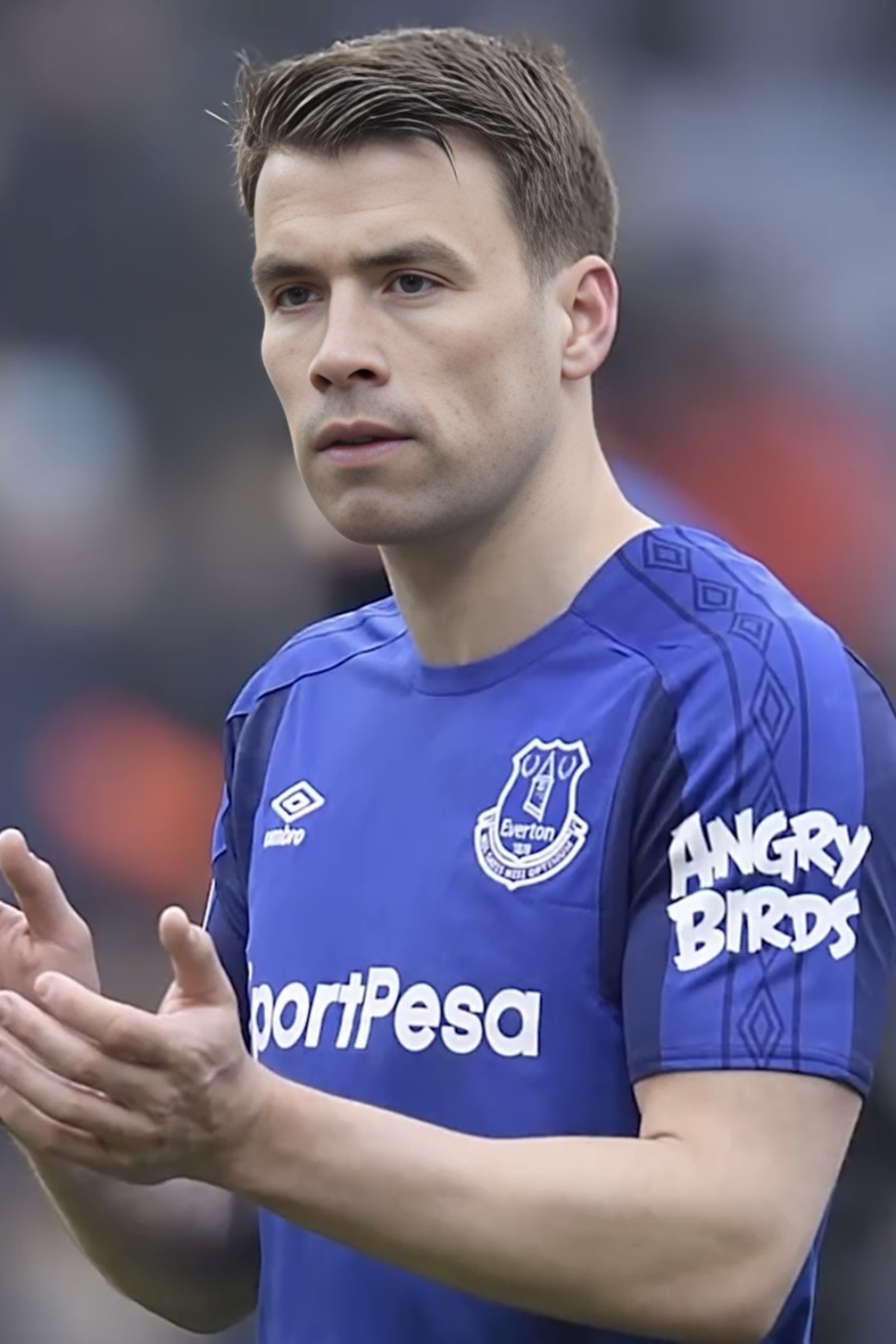
Coleman nach einem Spiel mit dem FC Everton 2018

In der Saison 2018/19 lief er größtenteils als Kapitän Evertons auf und spielte 29 Mal in der Premier League, wobei ihm zwei Tore und zwei Vorlagen gelangen. Zur Spielzeit 2019/20 wurde er dann offiziell zum Kapitän gewählt, nachdem Phil Jagielka den Verein nach zwölf Jahren verließ. Das Ligaspiel gegen Manchester United Mitte Dezember 2019 war seine 300. Partie für Everton, die er absolvierte. Wettbewerbsübergreifend absolvierte er 2019/20 30 Partien. In der Spielzeit 2020/21 kam er auf 25 Ligaeinsätze und insgesamt sechs in den Pokalen. Im Juli 2021 verlängerte er seinen Vertrag bis Sommer 2023. In der kommenden Spielzeit 2021/22 traf er daraufhin einmal in 30 Premier-League-Partien. Mitte Februar 2023 absolvierte Coleman sein 400. Spiel im Everton Trikot, als er bei einer 0:2-Niederlage im Merseyside Derby gegen den FC Liverpool durchspielte. Gegen Ende der Saison zog er sich in einem Duell gegen Leicester City im Zweikampf mit Boubakary Soumaré, nach 23 Ligaspielen und einem Tor, allerdings eine schwere Knieverletzung zu, die ihn bis November 2023 ausfallen ließ. Dennoch verlängerte er im Sommer 2023 um ein weiteres Jahr bei den Toffies. Nach seiner Rückkehr konnte Coleman 2023/24 noch zwölf Premier-League-Begegnungen bestreiten. Auch im Sommer 2024 unterzeichnete er einen weiteren Vertrag, der ihn bis Juni 2025 an den Klub bindet.
Nach der Entlassung von Cheftrainer Sean Dyche am 9. Januar 2025 wurde Coleman gemeinsam mit Jugendtrainer Leighton Baines für das wenige Stunden später ausgetragene FA-Cup-Spiel gegen Peterborough United zum Interimstrainer ernannt. Nach dem 2:0-Erfolg machte er bereits Andeutungen über spätere Traineraktivitäten nach seinem Karriereende bei Everton. Zwei Tage später wurde schließlich aber David Moyes als Nachfolger auf der Trainerposition bekannt gegeben.

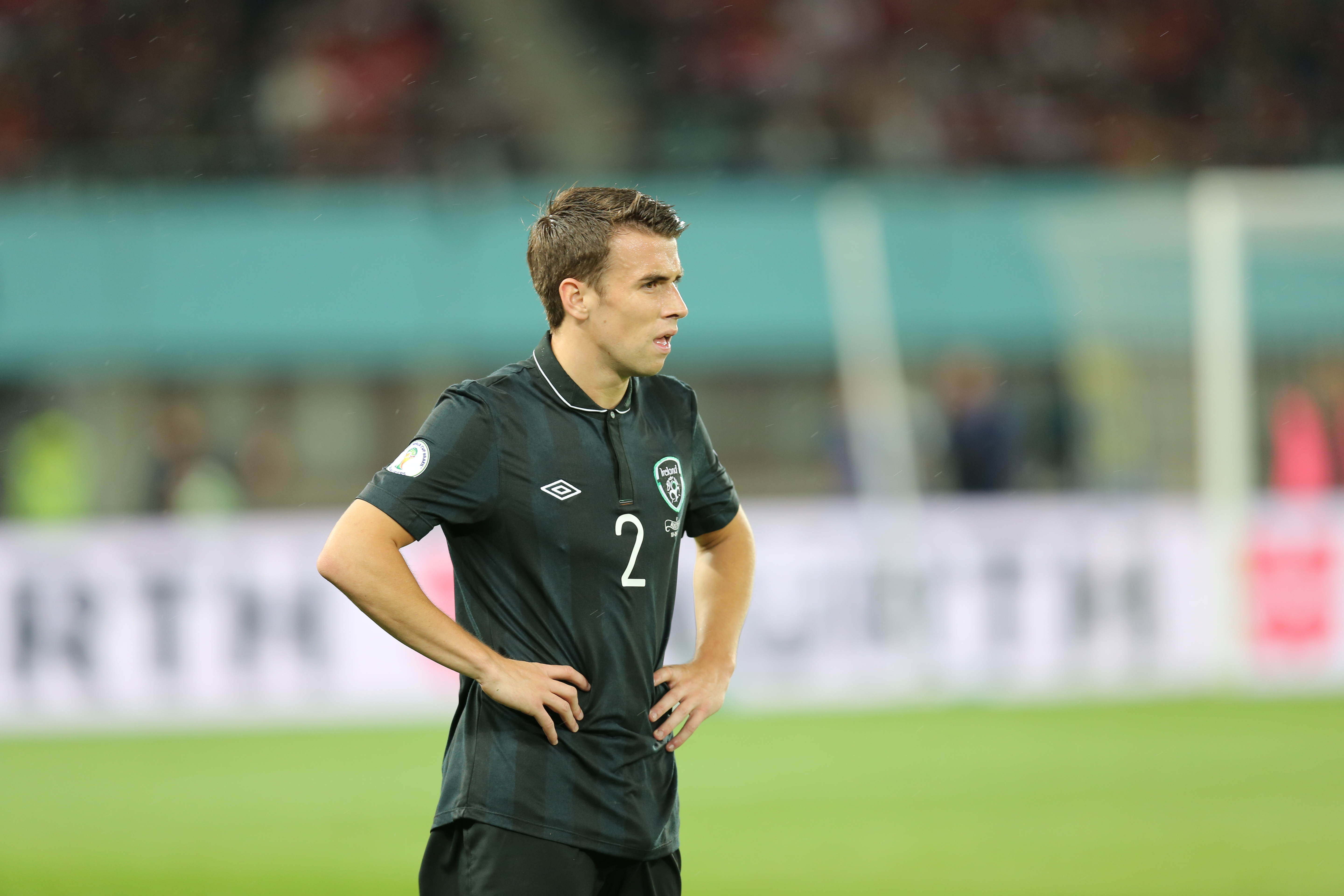
Coleman für Irland im Qualifikationsspiel gegen Österreich im September 2013

### International
Erste internationale Erfahrung sammelte Coleman im irischen U-21-Nationalteam, mit dem er seit 2008 unter anderem an der Qualifikation zur U-21-EM 2009 (1 Spiel) sowie an der Quali zur U-21-EM 2011 (3 Spiele) teilnahm. An beiden Qualifikationen konnte sich Irland nicht durchsetzen. An der Qualifikation zur EM 2009 scheiterte es als Gruppenletzter. Sein Debüt im U-21-Nationalteam gab er gegen Spaniens U-21, als er über 56 Minuten zum Einsatz kam.
Beim irischen U-23-Nationalteam, für das er wie auch schon für die U-21, während seiner Zeit bei den Sligo Rovers einberufen wurde, war er ebenfalls ab dem Jahre 2008 im Einsatz. Außerdem nahm der Abwehrspieler an der International Challenge Trophy teil und absolvierte dabei ein Spiel. Am 8. Februar 2011 machte er beim „Carling Nations Cup“ gegen Wales sein erstes A-Länderspiel.
Am 8. Februar 2011 debütierte Coleman schließlich in einem Spiel im Nations Cup gegen Wales in der Startelf stehend für die irische A-Nationalmannschaft. Das einmalige Fußballturnier gewann er mit Irland nach Siegen über Schottland und Nordirland. Ende des Jahres 2012, nach der EM 2012, die er verpasste, entwickelte er sich zur Stammkraft in Irlands Verteidigungskette.
Bei der Europameisterschaft 2016 in Frankreich wurde er in das Aufgebot Irlands aufgenommen. Er gehörte zur Stammelf und bestritt alle vier Turnierpartien über die volle Spielzeit, zwei Spiele leitete er sogar als Mannschaftskapitän. Im Auftaktspiel gegen Schweden legte er das 1:0 durch Wes Hoolahan auf. Im Achtelfinale scheiterte das Team am Gastgeber.
In der Qualifikation zur WM 2018 scheiterte er mit seiner Nation erst in den Playoffs gegen Dänemark an der möglichen Teilnahme an der Endrunde. Coleman allerdings verpasste die letzten Qualifikationsspiele verletzungsbedingt. Auch in der EM-Qualifikation 2021 scheiterte man erst in den Playoffs im Elfmeterschießen.

## Persönliches
Im Juni 2015 heiratete Coleman seine Kindheitsliebe Rachel Cunningham in der Heimat. Gemeinsam mit ihr hat er zwei Töchter (* 2016, *2018) und einen Sohn (* 2021).

## Erfolge
Verein
- Aufstieg in die Premier League: 2009/10 (als Leihspieler beim FC Blackpool)

Nationalmannschaft
- Nations Cup: 2011

Individuell
- PFA Team of the Year: 2013/14
- Evertons Spieler des Jahres (Spieler und Fans): 2013/14